# You Khin
You Khin (tiếng Khmer: យូឃិន, ngày 2 tháng 3 năm 1947 – ngày 9 tháng 8 năm 2009) là kiến trúc sư và họa sĩ Campuchia. Ông tốt nghiệp Đại học Mỹ thuật Hoàng gia năm 1973, và đã trốn thoát kịp thời trước khi Khmer Đỏ ép buộc dân chúng Phnôm Pênh di dời về vùng nông thôn. Trong hai thập kỷ tiếp theo, ông hành nghề kiến trúc ở Pháp, Sudan, Qatar và Vương quốc Anh. You Khin trở lại Campuchia vào năm 2003 cùng với vợ là Muoy, nơi họ thành lập một trường Montessori dành cho trẻ em có hoàn cảnh khó khăn và một nhà khách nhằm trợ giúp lũ trẻ. Các bức tranh truyền thông hỗn hợp của ông thuộc phong cách trường phái ấn tượng và được đem đi triển lãm ở Mỹ, Sudan, Anh và Campuchia. Giải thưởng Nghệ thuật Phụ nữ Tưởng niệm You Khin do Đại sứ quán Hoa Kỳ tại Campuchia và JavaArts thành lập.
You Khin chào đời ở Kampong Cham vào năm 1947 trong một gia đình nông dân. Ông được truyền cảm hứng theo nghề vẽ từ người chú của mình từng vẽ tranh tường trong các ngôi chùa địa phương. You Khin tiếp tục theo học khóa Kiến trúc Nội thất ở Phnôm Pênh rồi sau tập trung vào học nghệ thuật 3D ở Marseilles, Pháp.
Tác phẩm của You Khin tập trung vào mối tương tác giữa mọi người, thường là không có khuôn mặt. Người họa sĩ đã nói về tình cảm liên quan đến chế độ Khmer Đỏ cai trị Campuchia trong thời gian sống lưu vong. Phụ nữ thường nổi bật trong các tác phẩm sau này của ông.